# Nosophora fulvalis
Nosophora fulvalis là một loài bướm đêm trong họ Crambidae.